# Giovanni Malabayla
Giovanni Malabayla o Malabaila (Asti, ... – 1380 circa) è stato un vescovo cattolico italiano. 
È stato vescovo di Treviso dal 1352 al 1355, vescovo di Asti dal 1355 al 1376, in seguito trasferito a San Giovanni di Moriana.

## Biografia
Della stessa nobile famiglia del suo predecessore Baldracco Malabayla, il vescovo Giovanni venne promosso all'episcopato da papa Clemente VI.
Alcuni storici affermano che Giovanni fosse stato precedentemente canonico di Vercelli e poi vescovo di Treviso.
In seguito ai contrasti tra Galeazzo Visconti ed il marchese del Monferrato per il dominio della contea di Asti, si crearono attriti tra Galeazzo ed il clero astigiano, che parteggiava per la fazione avversa.
Papa Innocenzo VI mandò in Asti il suo commissario apostolico Nicola Spinelli perché prendesse possesso della città e del suo territorio.
Il Visconti, nel 1354, fece arrestare il vescovo Giovanni e, noncurante delle scomuniche papali, lo fece imprigionare a Bra. Quando tutti i patrizi astigiani furono dalla parte viscontea, Galeazzo nel 1356 liberò il vescovo che fu costretto a dimorare presso il castello di Cisterna, visto che il Castel vecchio di Asti era ormai la sede della guarnigione militare.
Il pontefice, a ricompensa dei due anni di prigionia di Giovanni, nel 1373 lo trasferì alla sede di San Giovanni di Moriana in Savoia.
La sede di Asti rimase vacante fino al 1375, quando venne consacrato Francesco Morozzo.